# Andrealphus

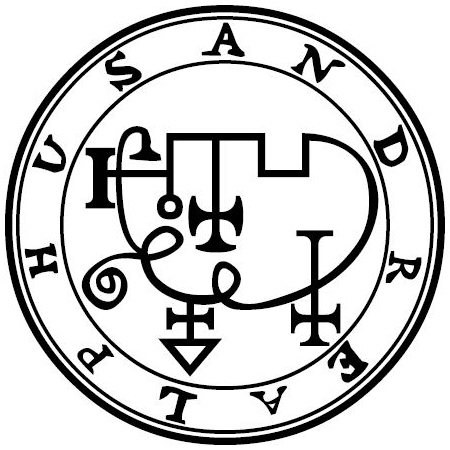
Le sceau de Andrealphus selon Mathers.

Andrealphus ou Androalphus est un démon issu des croyances de la goétie, science occulte de l'invocation d'entités démoniaques. 
Le Lemegeton le mentionne en 65e position de sa liste de démons. Selon l'ouvrage, Andrealphus est un puissant marquis ayant l'apparence d'un paon faisant beaucoup de bruit. Il peut également prendre forme humaine. Il est capable d'enseigner parfaitement la géométrie et de transformer un homme en oiseau. Il est à la tête de 30 légions infernales.
La Pseudomonarchia daemonum le mentionne en 55e position de sa liste de démons et lui attribue des caractéristiques similaires.

## Andrealphus dans la culture

### Univers ludique
- Il est un des personnages d'In Nomine Satanis/Magna Veritas (jeu de rôle) où il est le prince-démon du sexe.

- Dans la série Helluva Boss, Andrealphus est un seigneur de la Goetie ressemblant à en paon. Il a une soeur Stella qui est mariée au prince de la Goetie Stolas.